# Wers (DTP)
Wers (fr. vers, z łac. versus – "wiersz") – jedna linia tekstu pisanego. W przypadku tekstu pisanego w układzie łamowym, oprócz terminu wers, stosuje się też prostsze określenia – "wiersz", lub "linijka tekstu". Wers jest podstawową jednostką tworzącą akapit.